# هیجو-کیو

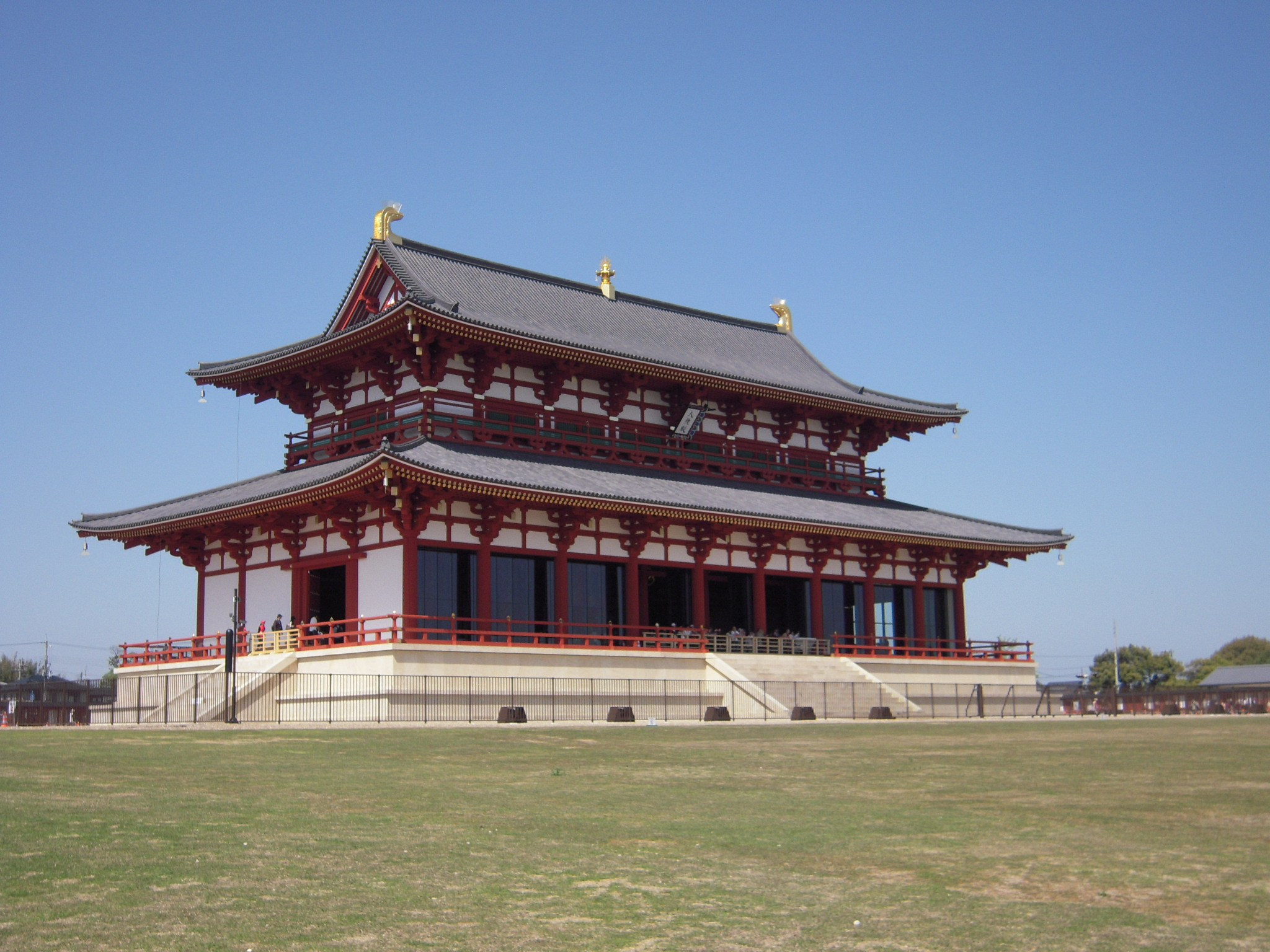
قصر اصلی امپراتور در زمان پایتختی هی‌جُوکیو

هی‌جُوکیو (به ژاپنی: 平城京 Heijō-kyō) نام پایتخت ژاپن در دورهٔ نارا (۷۱۰ تا ۷۹۴ میلادی) است. امپراتوریس گِمه‌ای (زمان حکمرانی ۷۰۷ تا ۷۱۵ میلادی) پایتخت را از فوجی‌واراکیو واقع در کاشیهارا در استان نارای امروزی، به  هی‌جوکیو یا شهر نارای  امروزی تغییر داد.